# 南薰门
南薰门，俗称小南门，是合肥城门之一，位于今徽州大道与环城公园南路交口附近，因古时称东南风为薰风，故名南薰门。《合肥县志》载其“楼三楹”。2007年，为传承南薰门之名，一环路上跨徽州大道（时称美菱大道）的美屯立交桥更名为南薰门桥。